# Anita Simoncini
Anita Simoncini (født 1999) er en sanmarinsk sangerinde, der er kendt for sin deltagelse for San Marino i Junior Eurovision Song Contest 2014 og Eurovision Song Contest 2015.

## Biografi
Anita Simoncini er født i 1999 i Montegiardino i San Marino. Hun repræsenterede landet i Junior Eurovision Song Contest 2014 på Malta som en del af gruppen The Peppermints. De fremførte sangen "Breaking My Heart", som opnåede en 15. plads med 21. point.
Den 27. november 2014 meddelte RTV, at Simoncini skal repræsentere San Marino ved Eurovision Song Contest 2015 i Wien sammen med Michele Perniola. De skal fremføre sangen "Chain of Light", som blev offentliggjort den 15. marts.